# Урия Хеттеянин
Ури́я Хеттея́нин (др.-евр. אוּרִיָּה הַחִתִּי‬, Урийа хa-Хитти, от лув. uriia- «командир») — храбрый воин, служивший в войске израильского царя Давида. Видимо, этнический хетт, живший в Ханаане.
Муж Вирсавии, с которой Давид впал во грех и пожелал его гибели. Давид написал командиру армии, Иоаву, письмо, в котором приказал поставить Урию там, где будет «самое сильное сражение, и отступите от него, чтоб он был поражён и умер» (2Цар. 11:15); что и случилось. Эта история подробно описана в 11-й главе Второй книги Царств.
Давидовы храбрецы
(иногда упоминаются как «могучие мужи Давида») — группа из 37-и лучших воинов царя Давида, которая позже расширилась до примерно 80-и человек. Списки этих воинов приводятся в Библии (2-я книга Царств 23:8–39 и 1-я книга Паралипоменон 11:10–47), и хотя они упоминаются уже после того, как Давид стал царём, многие из них, вероятно, были его верными сторонниками ещё во время его бегства от царя Саула. В любом случае, они сражались бок о бок с Давидом. Близость Урии к Давиду демонстрируется не только тем, как близко он жил к дворцу, но и его положением среди храбрецов, которые сражались на передовых линиях. Это дало Давиду возможность разработать и осуществить свой коварный замысел.

## Упоминания в Библии
Помимо 11-й главы 2-й книги Царств Урия Хеттеянин упоминается:
- во 2-й книге Царств 12:9, 10, где пророк Нафан обличает Давида за совершённый им грех.
- во 2-й книге Царств 23:39, где он замыкает список тридцати семи лучших воинов царя Давида, а также в 1-й книге Паралипоменон 11:41 в аналогичном списке.
- в 3-й книге Царств 15:5, где утверждается, что история с Урией и его женой была единственным грехом Давида.
- единственное упоминание в Новом Завете — Евангелие от Матфея 1:6 в родословии Иисуса Христа Вирсавия названа «бывшей за Уриею».